# Thermometerhuhn
Das Thermometerhuhn (Leipoa ocellata) ist ein in Australien beheimatetes Großfußhuhn mit bemerkenswerter Brutmethode.

## Merkmale
Das Thermometerhuhn hat eine Kopfrumpflänge von etwa 60 cm. Das Männchen wird 2 kg, das Weibchen 1,5 bis 2 kg schwer.
Es hat kräftige Beine und einen kurzen, gekrümmten Schnabel.
Das Gefieder am Kopf und Hals ist braun bis blaugrau. Die Oberseite und Flügel sind braun und schwärzlich gebändert.
Die Farbe des Bauches ist schmutzig weiß. 

## Vorkommen
Das Thermometerhuhn lebt in Südwest- und Südaustralien in halbtrockenen Eukalyptus-Buschgebieten, die als „Mallee“ bezeichnet werden. Zum Schutz seines Lebensraumes wurde der Mallee-Cliffs-Nationalpark im Südwesten von New South Wales geschaffen.

## Lebensweise
Das Thermometerhuhn ist ein bodenbewohnender Allesfresser, dessen Paare mehrere Jahre zusammenbleiben. Meist kommt das Paar aber nur während der Brutzeit zusammen.

### Fortpflanzung

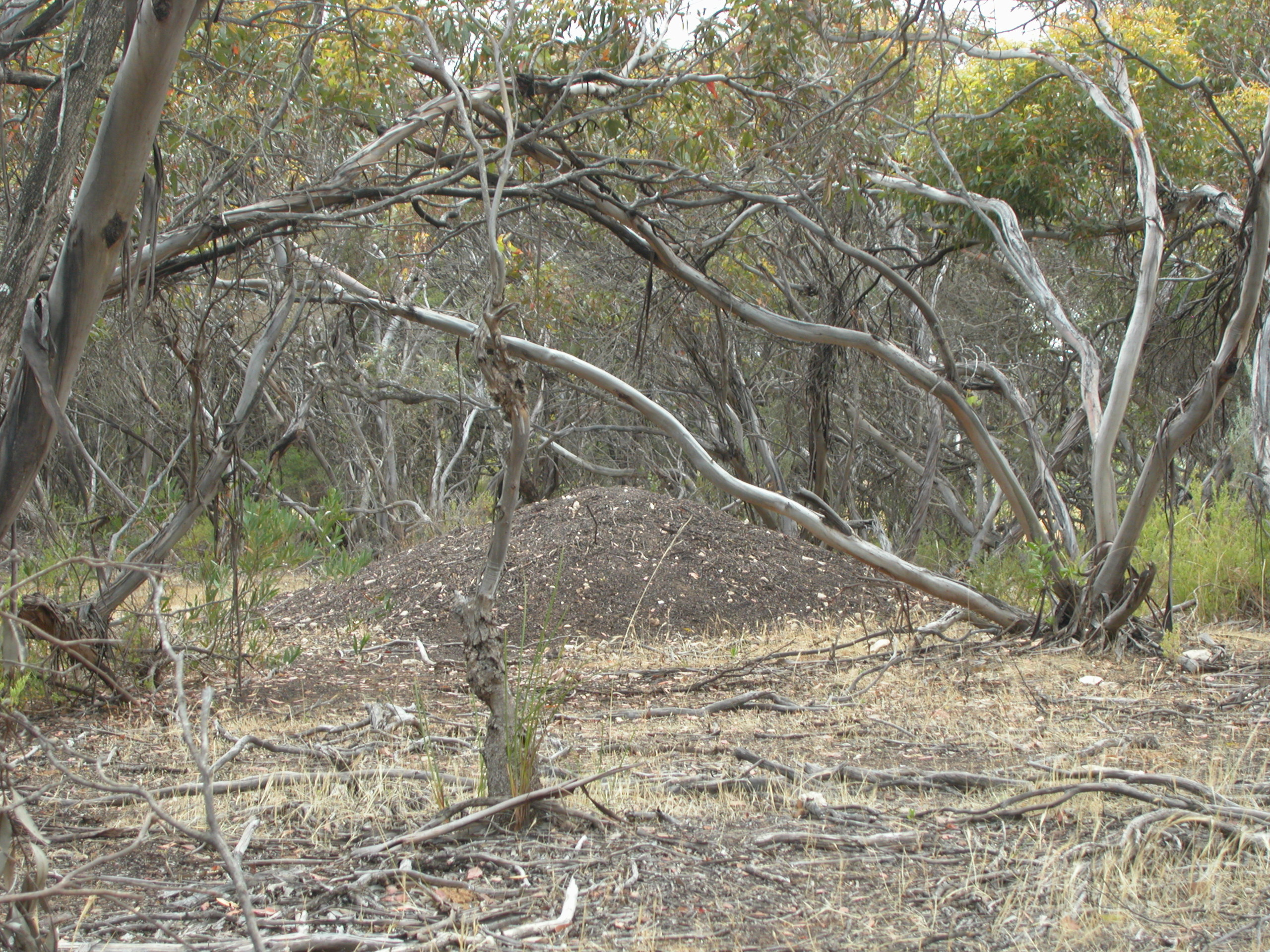
Bruthügel eines Thermometerhuhns

Bruthügel im Querschnitt: egg chamber: Eikammer – sand insulation: Sandschicht – rotting compost: Verrottendes Pflanzenmaterial

Im australischen Winter, das heißt ab April oder Mai, graben beide Partner eine drei Meter breite und einen Meter tiefe Grube, die sie mit Pflanzenmaterial füllen, das in einem Umkreis bis zu 50 Metern gesammelt wird. 
Sobald die geringen Niederschläge das Pflanzenmaterial angefeuchtet haben, bedeckt der Hahn es mit einer Sandschicht. Durch die Grube wird Feuchtigkeit gespeichert und durch das Verrotten der Pflanzen entsteht Wärme. Oben im Haufen wird eine Eikammer errichtet und über der Grube mit Sand und Erde ein Bruthügel, der bis 1,50 Meter hoch und 4,50 Meter breit werden kann. Durch Fäulniswärme und Sonneneinstrahlung liegt die Temperatur im Inneren bei etwa 33 °C. Der Hahn ist knapp zehn Monate im Jahr mit seinem Bruthügel beschäftigt. Er prüft monatelang jeden Tag die Temperatur mit einem Sinnesorgan im Schnabelbereich und reguliert sie, indem er Pflanzenmaterial hinzufügt oder entfernt.
Bis zur Eiablage bewacht das Männchen den Haufen und vertreibt sogar das Weibchen. Im September oder Oktober werden im Abstand von mehreren Tagen zwei bis 34 Eier in die Brutkammer gelegt. Nach 49 bis 96 Tagen schlüpfen die Küken und müssen sich nach außen durcharbeiten. Sie sind sofort selbständig; nach einem Tag können sie schon kleine Strecken fliegen. Die Altvögel kümmern sich nicht mehr um den Nachwuchs, der nach rund anderthalb Jahren ausgewachsen ist.

### Parasiten
Leipoanema ellisi ist ein nur beim Thermometerhuhn vorkommender Spulwurm.

## Bestand
Die Gesamtzahl der Thermometerhühner wird auf etwa 150.000 geschätzt. Da ihre Lebensräume in Acker- und Weideland umgewandelt werden, ist die Art gefährdet.